# Adriano Balbi
Adriano Balbi (Velence, 1782. április 25. – Padova, 1848. március 13.) olasz földrajzi író és statisztikus.

## Életrajza
Nagy feltűnést keltett Prospetto politico-geografíco dello stato attuale del globo (Velence, 1808) című művével. Mint a velencei fővámhivatal tisztviselője írta meg a Compendio di geografia universale című művét. 1820-ban családi ügyekben Portugáliába utazott, és ott a királyi levéltárakban gyűjtötte az anyagot Essai statistique sur le royaume de Portugal et d'Algarve című munkájához (Párizs, 1822, 2 kötet), amely a portugál irodalomról és művészetről sok, másutt nem található adatot tartalmaz.
1821 és 1832 között Párizsban élt, ahol Atlas ethnographique du globe, ou classification des peuples anciens et modernes d'aprés leurs langues című művét írta meg (Párizs, 1826). Legelterjedtebb műve: Abrégé de geographie (3. kiadás 1850; német 7. kiadás Bécs, 1883).

## Magyarul
- Balbi Adorján egyetemes földrajza a művelt közönség számára, 1-7.; átdolg., kibőv. Czirbusz Géza; Pleitz Ny., Nagybecskerek, 1893–-1903 (Történeti, nép- és földrajzi könyvtár)